# 329-та піхотна дивізія (Третій Рейх)
329-та піхотна дивізія (нім. 329. Infanterie-Division) — військове з'єднання, піхотна дивізія Вермахту часів Третього Рейху. Спочатку, була створена в грудні 1941 року, як одна з чотирьох охоронних дивізій для придушення можливих повстань у Німеччині (план «Валькірія»), із запасних і навчальних частин.
15 грудня 1942 року підрозділ було перейменовано в 329-ту піхотну дивізію. Емблемою вибрали молот, через який б'є блискавка. Звідси й прізвисько дивізії — «Дивізія молота».

## Історія дивізії
Дивізія була створена в грудні 1941 року на військовому полігоні Борне-Суліново з військових частин 6-го військового округу (Рейнланд-Вестфалія). У лютому 1942 року прибула на Східний фронт. Під час пересування, 553-й піхотний полк зі складу дивізії був перекинутий авіацією до блокованих в «демянском котлі» німецьких частин із метою їхнього посилення і насамкінець прориву з котла.
Інші частини дивізії, після прибуття на фронт в області 16-ї армії, були передані під командування Зейдліца-Курцбаха, який створив бойову групу, завданням якої було деблокування оточених у «демянском котлі» 2-го і 10-го армійських корпусів. Операція з деблокування отримала кодову назву «Наводка мосту» (нім. Unternehmen Brückenschlag). Потім, дивізія використовувалася на різних ділянках фронту. У листопаді 1942 до її складу знову увійшов 553-й моторизований (гренадерський) полк. Після Дем'янської наступальної операції Червоної Армії на початку 1943 року дивізія брала участь в оборонних боях на південь від озера Ільмень, в районі Старої Руси. У листопаді 1943 року підрозділ було перекинуто під Псков, після того як радянські війська прорвали німецький фронт у цьому районі. Разом з 81-ю піхотною дивізією вона повинна була відновити відрізаний зв'язок із групою армій «Центр». У лютому 1944 року відступила від Лінії «Пантера», на яку покладали великі надії, в район Пустошки.
Обороняючись, під час радянської операції Багратіон, дивізія влітку 1944 року відступила в Себеж, потім через Лудзу в Резекне та Лаудону до району Ерглі, де вона і провела останню успішну контратаку проти наступаючих радянських військ (Операція «Doppelkopf»). З Яунпилса дивізія відступила в район Салдуса. Підрозділ потрапив у Курляндський мішок і, після запеклих боїв, капітулював 8 травня 1945 року разом зі всією групою армій «Курляндія».

## Підпорядкування дивізії
| Дата          | Корпус                 | Армія            | Група армій |
| ------------- | ---------------------- | ---------------- | ----------- |
| грудень 1941  |                        |                  | ОКГ         |
| січень 1942   |                        | передислокація   | «Північ»    |
| березень 1942 | 10-й армійський корпус | 16-та армія      | «Північ»    |
| липень 1942   | 2-й армійський корпус  | 16-та армія      | «Північ»    |
| березень 1943 | 10-й армійський корпус | 16-та армія      | «Північ»    |
| квітень 1943  | група «Хена»           | 16-та армія      | «Північ»    |
| червень 1943  | 10-й армійський корпус | 16-та армія      | «Північ»    |
| грудень 1943  | 8-й армійський корпус  | 16-та армія      | «Північ»    |
| квітень 1944  | 2-й армійський корпус  | 16-та армія      | «Північ»    |
| липень 1944   | 10-й армійський корпус | 16-та армія      | «Північ»    |
| серпень 1944  | 10-й армійський корпус | 18-та армія      | «Північ»    |
| жовтень 1944  | 38-й армійський корпус | група «Грассера» | «Північ»    |
| листопад 1944 | 38-й армійський корпус | група «Клеффеля» | «Північ»    |
| грудень 1944  | 38-й армійський корпус | 16-та армія      | «Північ»    |
| лютий 1945    | 38-й армійський корпус | 16-та армія      | «Курляндія» |

## Райони дії
Дивізія діяла в складі групи армій «Північ» (потім, групи армій «Курляндія») у наступних районах:
| Період                         | Стан / дія                                                                          | Район |
| ------------------------------ | ----------------------------------------------------------------------------------- | --- |
| грудень 1941                   | формування                                                                          | Борне-Суліново |
| лютий 1942                     | пересування                                                                         | Белосток, Гродно, Вильнюс, Даугавпілс, Псков, Дно |
| лютий-листопад 1942            | тільки 553-й піхотний полк                                                          | Холм |
| березень 1942                  | у складі бойової групи «Зейдліц»                                                    | Старе, Заполосьє, Дреково, Лучин, Щерензи, Замостьє |
| 21 березня 1942                | атака групи «Зейдлица»                                                              | Щучново, Виставка, Артемьєво |
| 25 березня — 18 квітня 1942    | атака групи «Зейдлица»                                                              | Соколово, Ловать |
| квітень — червень 1942         | оборона                                                                             | Журиково — Вареч'є — Корчовка — Соколово — Сифельфальд — Велике — Село — Горушка                                                                                         |
| червень/липень — листопад 1942 | оборона                                                                             | південний захід від Стрілець |
| вересень 1942                  | операція «Unternehmen Höcker» (тільки 551-й #і 552-й піхотні полиці)                | на південь від Сучьего болота |
| кінець вересня 1942            | операція «Unternehmen Michael» (тільки 551-й піхотний #і 10-й #артилерійські полки) | на південь від витоків річки Ловать |
| середина жовтня 1942           | операція «Unternehmen Puszta»                                                       | висота Ларина у Стрільцях |
| на 12 листопада 1942           | переміщення                                                                         | Колома, Ігнатиці, Дем'янськ |
| 18 листопада 1942 — лютий 1943 | оборона                                                                             | озеро Велике — Дунаєвщина — Ісаково — Суха — Вотищі — Кирилловщина |
| на 14 лютого 1943              | створення дем'янского плацдарма                                                     | Лінії спротиву I—VIII |
| кінець лютого — травень 1943   | оборона                                                                             | р. Ловать південно-східніше Глухої Горушки, Каркачово, Ляхново, Верьовкино, Козлово                                                                                      |
| на 10 травня 1943              | поповнення                                                                          | на захід від оз. Ільмень |
| на 24 травня 1943              | оборона                                                                             | Стара Русса — Шимськ |
| листопад 1943                  | оборона                                                                             | Псков |
| на 21 листопада 1943           | оборона                                                                             | Пустошка |
| березень 1944                  | лінія «Пантера»                                                                     | р. Велика — оз. Швидке — ліс східніше Котова — 1 км на схід від Норкино — Фролово — Стара Пустошка — Новоселье — Нестерово — 1 км к сходу від Разгулино                  |
| липень 1944                    | нім. „Reiherstellung“ «Reiherstellung»                                              | район Пустошки |
| липень 1944                    | нім. „Lettlandstellung“ «Lettlandstellung»                                          | південніше Себежа на Малково, Sebesch о Malkowo, #східний станції Заварня, відтак на північ повз Левново #і Борок                                                        |
| липень 1944                    |                                                                                     | Лагаринка — Себеж — Назарово — Рубаново — східнішийий Ерёмкино — Громади — південніше Кусково                                                                            |
|                                | Себеж, Лудза, Резекне, Лаудона до району Ергли                                      | |
| липень 1944                    | нім. „Rosittenstellung“ «Rosittenstellung»                                          | Лаудона |
| серпень 1944                   | оборона                                                                             | на південний схід від Берзауне |
| серпень 1944                   | оборона                                                                             | заняття #і облаштування плацдарма на ріці Огре |
| серпень 1944                   | оборона                                                                             | на захід від Ергли, плацдарм на Огре |
| вересень 1944                  | відступ                                                                             | нім. „Schwanenburgstellung“ - „Wendenstellung“ - „Segewoldstellung“ - „Tukkumstellung“ «Schwanenburgstellung» — «Wendenstellung» — «Segewoldstellung» — «Tukkumstellung» |
| жовтень 1944                   | поповнення                                                                          | Ауце |
| листопад 1944                  | оборона                                                                             | нім. „Brunhildenstellung“ «Brunhildenstellung» |
| листопад 1944                  | місце збору                                                                         | Район Броцени, північно-східніше Салдуса |
| листопад 1944                  | оборона                                                                             | северо-східніший Езере — південно-східніше Курсиси |
| лютий 1945                     | оборона                                                                             | лінія фронту за Єглес на півночі від Дангаса впритул до висоти Пампали                                                                                                   |
| на 8 травня 1945               | оборона                                                                             | Планки — Кини — Кестери — північніше Стрики |

## Склад дивізії
За всю історію дивізії в її складі відбулося багато змін. Серед інших, розформування 553-го моторизованого (гренадерського) полку після понесених ним тяжких втрат у вересні 1944 та включення замість нього частин 21-ї авиаполевой дивізії під назвою «21-ша полкова група ВВС». Восени 1943 була переведена в категорію «44-та дивізія нового виду». По суті, в 1942-1945, такі підрозділи становили ядро дивізії:

### Бойові частини
- 551-й піхотний (потім моторизований) полк
- 552-й піхотний (моторизований) полк
- 553-й піхотний (моторизований) полк (1944 замінений на 21-шу полкову групу ВПС)
- 329-й протитанковий дивізіон
- 329-й дивізіон швидкого реагування / мотопіхотний батальйон
- 329-й розвідувальний батальйон
- 329-я рота САУ (літо 1944)

### Частини бойового забезпечення
- 329-й артилерійський полк
- 329-й саперний батальйон

### Частини управління
- 329-й дивізіон зв'язку

### Частині постачання
- 329-й польовий запасний батальйон
- 329-й полк постачання

## Командувачі
- Генерал-лейтенант Гельмут Касторф (30 грудня 1941 — 7 березня 1942)
- Оберст Бруно Гіпплер (7-22 березня 1942)
- Оберст Йоганнес Маєр (22 березня 1942 — 9 серпня 1943)
- Генерал-лейтенант Пауль Вінтер (9 серпня — вересень 1943)
- Генерал-лейтенант Йоганнес Маєр (вересень 1943 — 16 липня 1944)
- Оберст резерву Вернер Шульце (16 липня — 20 жовтня 1944)
- Генерал-лейтенант Конрад Менкель (20 жовтня 1944 — 1 січня 1945)
- Генерал-майор резерву Вернер Шульце (1 січня — травень 1945)
- Генерал-лейтенант Конрад Менкель (травень 1945)

## Нагороди
Солдати і офіцери дивізії були нагороджені Лицарським хрестом Залізного хреста (15 осіб), Лицарським хрестом Залізного хреста з Дубовим листям (3 особи) і Йоганнес Маєр — Лицарським хрестом Залізного хреста з Дубовим листям та Мечами.

## Пам'ять
Пам'ятник загиблим воїнам підрозділу, оформлений як музей, знаходиться на лісовому кладовищі Лаугейде, при сільському готелі, між Мюнстером і Тельгте.